# Lydický modus
Lydický modus je pojem z oblasti hudební nauky, který se používá pro posloupnost tónů diatonické durové stupnice zahrané od jejího čtvrtého stupně.

## Starořecký a středověký církevní lydický modus
V antickém Řecku byla pojmem lydický modus označována sestupná posloupnost tónů totožná s modem, který je dnes označován jako jónský.
Počínaje evropským středověkem je pojmem lydický modus označován modus durové stupnice popsaný v úvodním odstavci. O něm pojednává celý zbytek tohoto článku.

## Vlastnosti lydického modu
Lydický modus vznikne z durové stupnice jejím zahráním od čtvrtého stupně, například v případě C dur je základním tónem lydického modu F a znění lydického modu: f-g-a-h-c-d-e.
Jedná se o durový modus (s velkou tercií), který je charakteristický „tvrdou“ velkou septimou a zvětšenou kvartou, kterou se liší od běžné durové stupnice.
Jedná se o „nejtvrdší“ z modů durové stupnice. Nejbližším měkčím modem je jónský modus, který se od lydického liší čistou kvartou.
K poslechu:  C lydický modus

### Intervalové složení
| Stupeň   | Interval        | Příklad – C dur |
| -------- | --------------- | --------------- |
| I        | Prima           | f               |
| II       | Velká sekunda   | g               |
| III      | Velká tercie    | a               |
| IV       | Zvětšená kvarta | h               |
| V        | Čistá kvinta    | c               |
| VI       | Velká sexta     | d               |
| VII      | Velká septima   | e               |
| VIII = I | Oktáva          | f               |

## Složení v jednotlivých tóninách
Následující tabulka obsahuje složení lydického modu pro jednotlivé tóniny.
| Stupnice | Předznamenání | Základní tón | Složení                     |
| -------- | ------------- | ------------ | --------------------------- |
| Cis dur  | 7♯            | fis          | fis gis ais his cis dis eis |
| Fis dur  | 6♯            | h            | h cis dis eis fis gis ais   |
| H dur    | 5♯            | e            | e fis gis ais h cis dis     |
| E dur    | 4♯            | a            | a h cis dis e fis gis       |
| A dur    | 3♯            | d            | d e fis gis a h cis         |
| D dur    | 2♯            | g            | g a h cis d e fis           |
| G dur    | 1♯            | c            | c d e fis g a h             |
| C dur    | –             | f            | f g a h c d e               |
| F dur    | 1♭            | b            | b c d e f g a               |
| B dur    | 2♭            | es           | es f g a b c d              |
| Es dur   | 3♭            | as           | as b c d es f g             |
| As dur   | 4♭            | des          | des es f g as b c           |
| Des dur  | 5♭            | ges          | ges as b c des es f         |
| Ges dur  | 6♭            | ces          | ces des es f ges as b       |
| Ces dur  | 7♭            | fes          | fes ges as b ces des es     |

## Charakteristické akordy
Pro lydický modus je charakteristický durový kvintakord, ze septakordů pak velký septakord.
Kompletní tónový materiál modu je vyjádřen sedmizvukem (tercdecimovým akordem) {\displaystyle X^{13/11+/7maj}\,\!} (X je základní tón lydického modu).
Následující tabulka obsahuje charakteristické akordy lydického modu v tónině C dur.
| Typ akordu         | Značka (C dur)                      |
| ------------------ | ----------------------------------- |
| Kvintakord         | {\displaystyle F\,\!}               |
| Septakord          | {\displaystyle F^{7maj}\,\!}        |
| Nonový akord       | {\displaystyle F^{9/7maj}\,\!}      |
| Undecimový akord   | {\displaystyle F^{11+/7maj}\,\!}    |
| Tercdecimový akord | {\displaystyle F^{13/11+/7maj}\,\!} |

Použitelné jsou i další akordy, které vzniknou vynecháním některých intervalů v {\displaystyle F^{13/11+/7maj}\,\!}, například:
- {\displaystyle F^{6},F^{7maj/6},F^{add9}\,\!}